# Muselaar
 (février 2019).

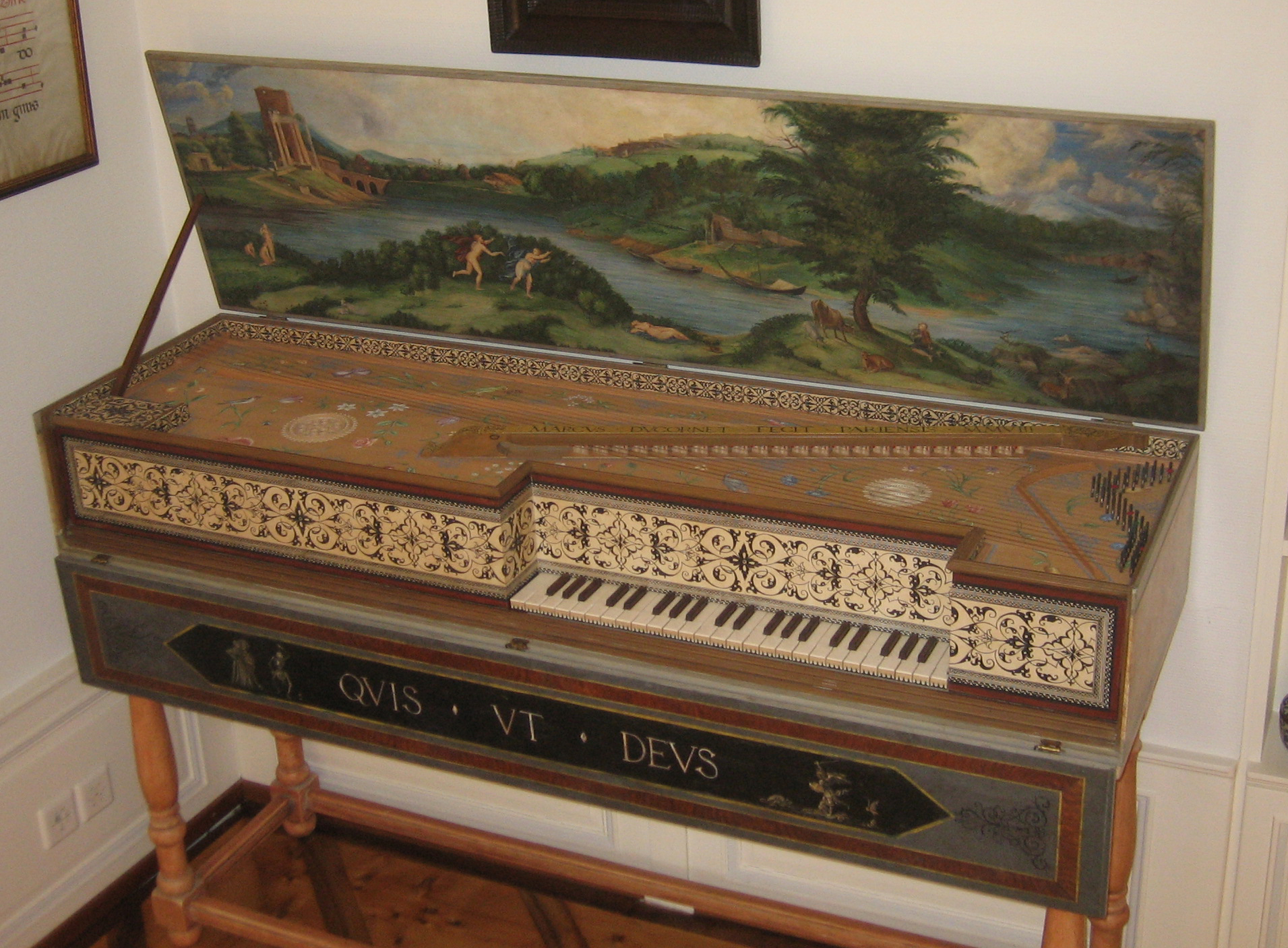
Un muselaar flamand typique.

Le muselaar (mot flamand) est une variante du virginal, instrument de musique à clavier et cordes pincées de la famille des clavecins.
Semblable au virginal, à l'ottavino, à l'épinette italienne, par la disposition du clavier par rapport au plan de corde, cet instrument est à sautereaux. La touche fait un léger angle avec ce plan de cordes chromatiques. Il y a une corde par note. Les cordes consécutives sont rassemblées par deux. Il y a une corde à gauche et une à droite dans la travée recevant deux sautereaux alternés. C'est la travée double. Par exemple, mi bémol à gauche et mi à droite.
La principale particularité réside dans le fait qu'avec le virginal, l'ottavino et l'épinette italienne, ce sont les seuls instruments de la famille des clavecins à posséder très souvent deux chevalets vibrants.
La forme du muselaar est celle d'un coffre rectangulaire, le clavier est rentrant dans une niche appelée boîte à clavier. L'épinette italienne suit le même principe mais les angles postérieurs sont biaisés en pan coupé et le clavier est sortant en console : c'est aussi le cas de certains virginals en Europe du Nord.

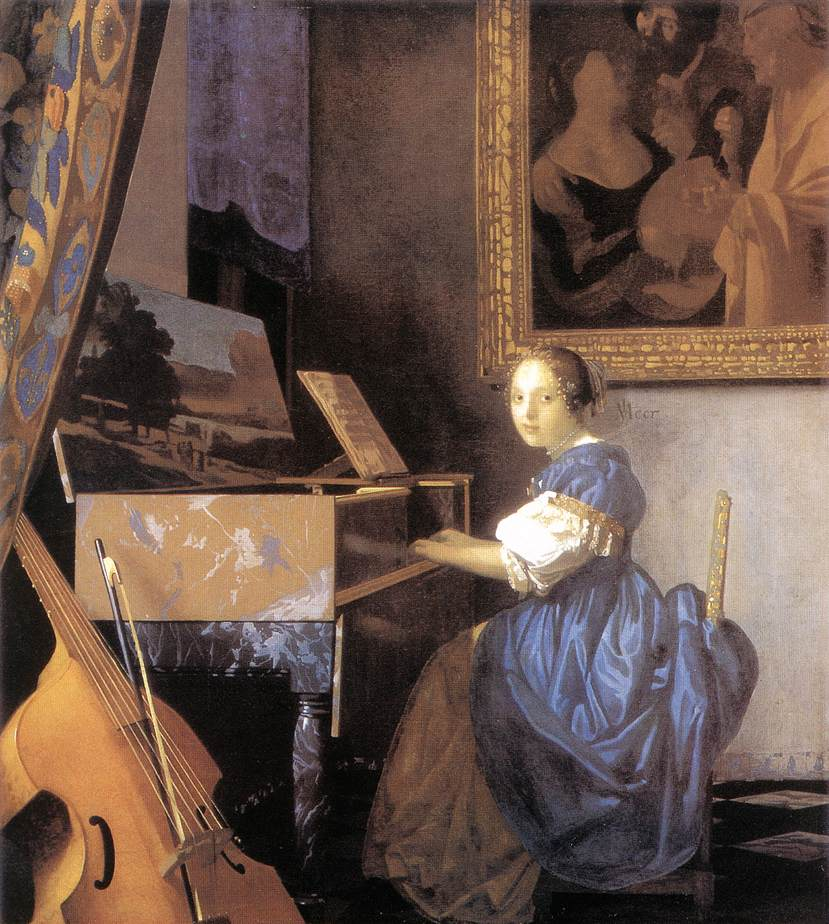
Jeune femme jouant du virginal de Johannes Vermeer.

Le clavier du muselaar se trouve à droite, contrairement au virginal dont le clavier est à gauche.
Ce qui est spécifique du muselaar, c'est le point de pincement de la corde : dessus 50 %, ténor et basse jusqu'à 27 %. Les cordes sont pincées grassement près du tiers. Ceci explique le clavier à droite.
Autre caractéristique importante : le clavier comme dans le virginal et l'épinette italienne a des touches de longueurs inégales. Les touches à l'aigu sont deux fois plus longues qu'au grave, si bien qu'il se produit une importante différence de sensation du toucher. La touche au grave peut être si courte que le doigt pourrait se poser sur la pointe de balancement de la touche ; avec la corde très molle, la répétition est délicate.
Cette difficulté a permis à ses détracteurs de décrire le son du muselaar comme ressemblant « aux grognements de jeunes pourceaux » (Blankenburg, Elementa Musica, 1739).
Cette appréciation est aussi due au jeu d'arpichordum dont est doté le muselaar. Ce jeu qui modifie le son de la corde consiste en une réglette longeant le chevalet de droite (côté sommier) qui est actionnée à volonté. Cette réglette porte des crochets métalliques qui, mis en contact avec les cordes, produisent un effet de bourdonnement.
Sinon, le son obtenu est rond, clair, à la fois plus doux, se rapprochant de celui de la harpe ou du luth.